# Siegelbruch

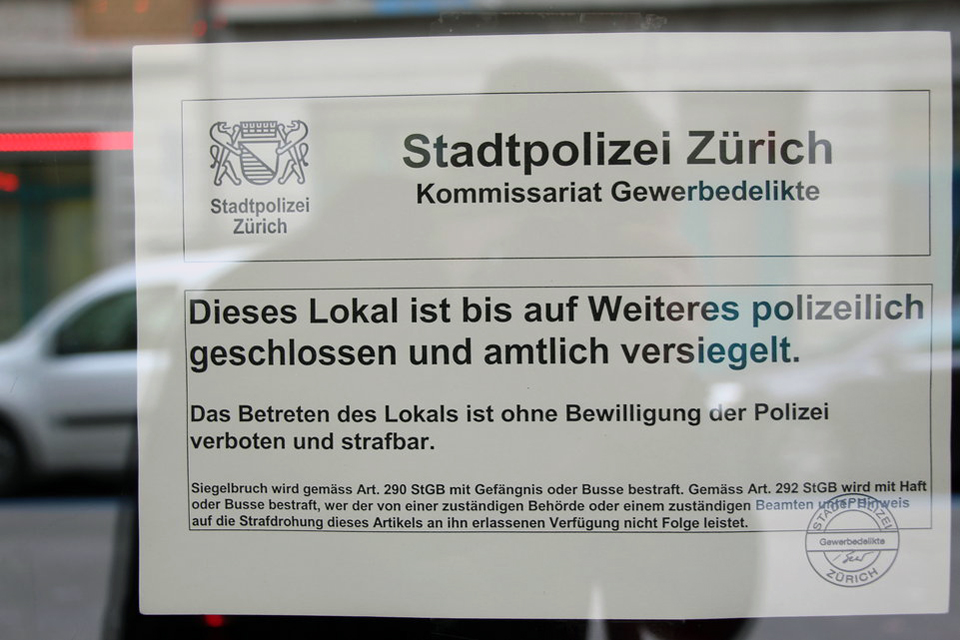
Hinweis an einem versiegelten Lokal in Zürich

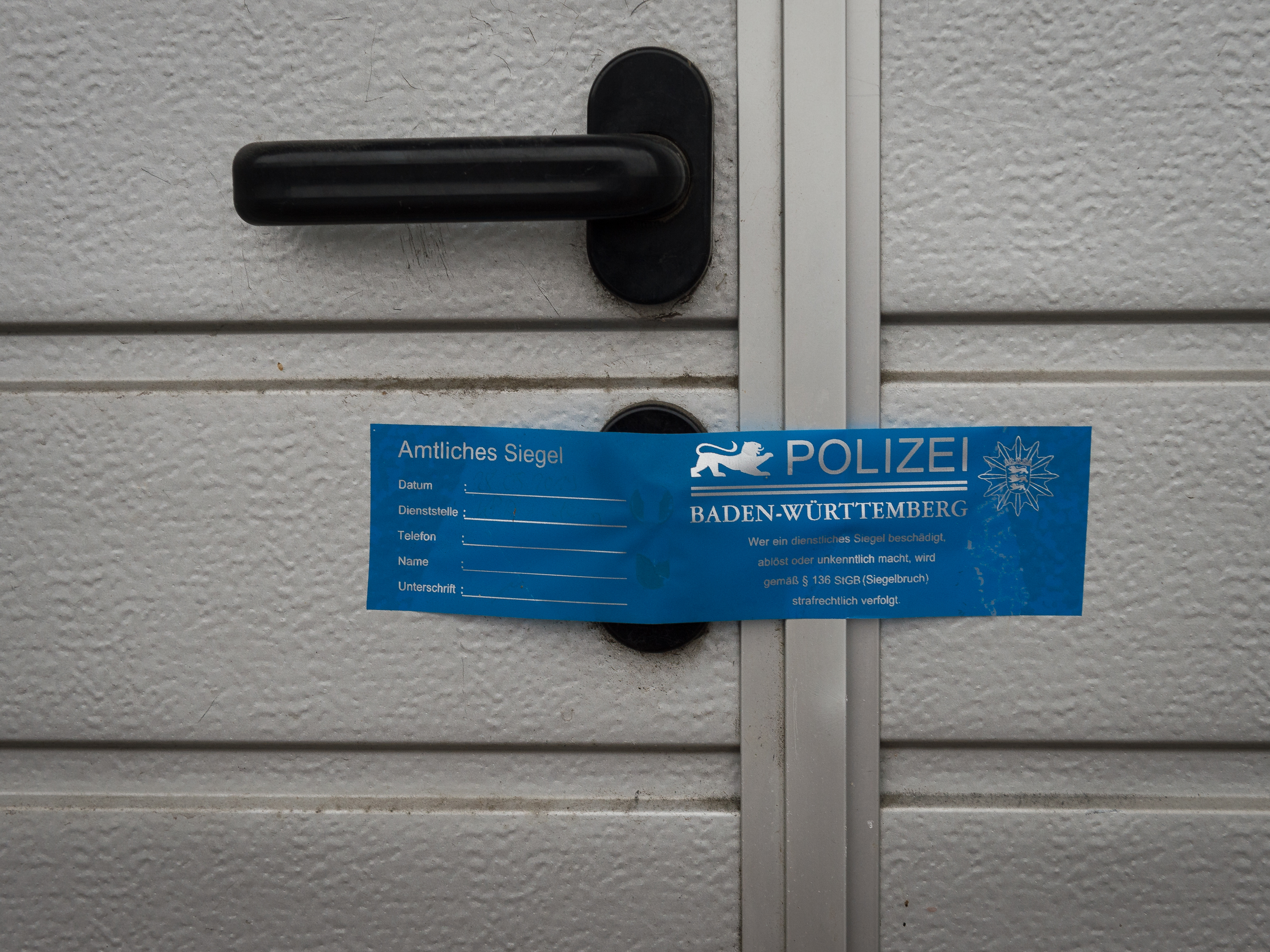
Siegel der Polizei Baden-Württemberg

Siegelbruch ist ein unbefugtes Beschädigen, Ablösen oder Unkenntlichmachen eines dienstlichen, zum Verschluss, zur Bezeichnung oder zur Beschlagnahme von Sachen bestimmten Siegels, auch die sonstige Aufhebung des durch ein solches Siegel bewirkten dienstlichen Verschlusses.
Die Tat ist in Deutschland nach § 136 StGB strafbar und wird mit einem Strafmaß durch Freiheitsstrafe bis zu einem Jahr oder Geldstrafe bestraft. In Österreich ist der Siegelbruch nach § 272 StGB, in der Schweiz nach Art. 290 StGB ebenfalls strafbar.